# Edelmetall-Motor-Koordinatenwähler

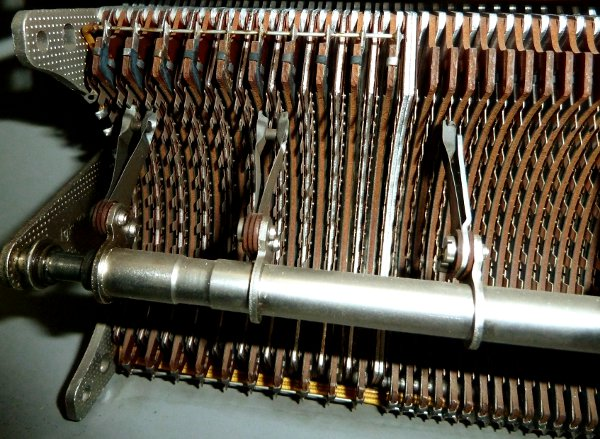
EMK-Edelmetall-Motor-Koordinatenwähler-Schaltkontakte

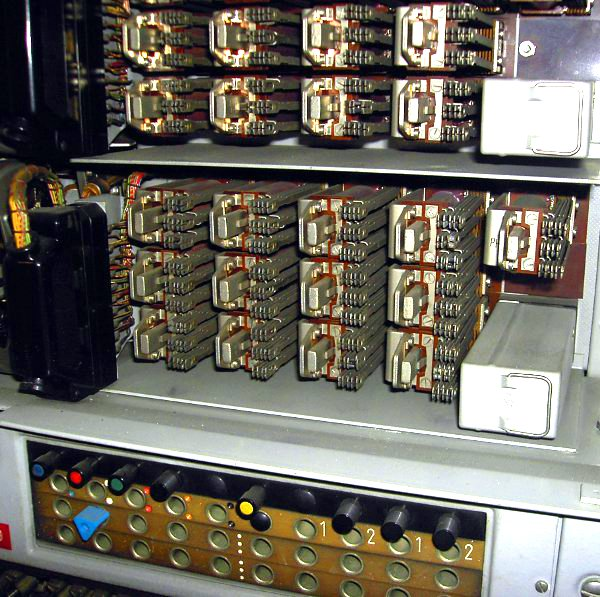
EMK-Leitungswähler-Relaissatz

Der Edelmetall-Motor-Koordinatenwähler (EMK-Wähler) ist ein elektromechanisches Koppelelement der analogen Fernsprechvermittlungstechnik.

## Entwicklungsgeschichte
In der Wählertechnik für die Telefonkommunikation in Deutschland wurde in den 1950er Jahren als Nachfolge für den Hebdrehwähler von Siemens zwei neue Systeme vorgestellt:
- EMD = Edelmetall-Motor-Drehwähler
- EMK = Edelmetall-Motor-Koordinatenwähler

Von dem EMK-System wurden in Berlin 1952 zwei automatische Fernsprechämter zum Testen aufgebaut. Die Deutsche Bundespost hatte sich aber für das EMD-System entschieden. Das EMD-System war das letzte elektromechanische Vermittlungssystem in Deutschland. Das EMK-System wurde dann nicht mehr weiterentwickelt.

## Technische Kurzbeschreibung
Das bemerkenswerteste an der Konstruktion des Edelmetall-Motor-Koordinatenwählers (EMK-Wähler) ist der Aufbau der Kontaktbank mit vorbereiteten Kontakten und die Art der Lösung der kinematischen Aufgabe, die reine Drehbewegung des Antriebsmotors in eine geradlinige und eine anschließende kreisförmige Bewegung des Einstellgliedes umzuwandeln.
Die Kontaktbank des EMK-Wählers ist, ähnlich der des Hebdrehwählers, aus geschichteten und durch Isolier- und Metallzwischenlagen getrennten Kontaktkränzen aufgebaut. Die Bankkontakte selbst haben jedoch, bedingt durch die Anwendung einer vorbereiteten Kontaktgabe, eine völlig andere Form als bei den Wählerkonstruktionen mit aufgleitenden oder aufsetzenden Kontaktbürsten.
Die der Aufnahme der Sprechadern dienenden Kontaktkränze bestehen aus 11 auf einem Kreisbogen von etwa 1.200 angeordneten Kontaktfedern mit Doppelkontakten und einem ihnen benachbarten durchgehenden Kontaktsegment als Gegenkontakt. Die beiden Kontakt gebenden Teile sind aus Edelmetall bzw. mit einer Edelmetallauflage versehen.
An den Kontaktsegmenten liegen z. B. die ankommenden Leitungen und an den Kontaktfedern die abgehenden Leitungen, so dass die Verbindung der ankommenden mit der abgehenden Leitung durch Andrücken der betreffenden Kontaktfeder an das ihr gegenüberstehende Kontaktsegment hergestellt werden kann. Die Kontaktbank kann als eine große Ansammlung von Schaltkontakten angesehen werden. Die Kontaktgabe erfolgt nicht durch Schleifen wie bei dem Hebdrehwähler oder Motorwähler.
Das Andrücken wird mit Hilfe der Schaltarme des Einstellorgans vorgenommen, die die Kontaktkränze durchlaufen und dabei die Kontaktfedern nacheinander betätigen. Die Schichtung der Kontaktkränze ist aus übertragungstechnischen Gründen so geordnet, dass die zusammengehörigen a/b-Kontaktkränze unmittelbar nebeneinander liegen, und zwar – die a- und die b-Kontaktfedern jeweils symmetrisch zu ihren Gegenkontaktsegmenten. Die auf diese Weise gebildeten a/b-Kontaktfedernpaare bilden die Bahnen des Schaltarmpaares, dessen Schaltarme mit schrägen Flächen auf die Außenseiten der a/b-Kontaktfedernpaare aufgleiten und sie dabei mit ihren Kontakten gegen die zugeordneten Kontaktsegmente drücken.
Mit Rücksicht auf eine günstige Dimensionierung der Kontaktbank sind die a/b-Schichten (Schiebeschritte, Dekaden) in zwei Gruppen aufgeteilt, von denen die eine Gruppe die Schichtungen mit allen ungeraden a/b-Kontaktkränzen und die andere die mit den geraden enthält. Jede der beiden Teilbänke wird von einem eigenen Schaltarmpaar bestrichen, wobei aber stets nur ein Schaltarmträger wirksam ist, während das andere Schaltarmpaar seine Teilbank frei durchläuft.
Die Prüfadern (c) und nötigenfalls auch die Steueradern (d) sind in besonderen Teilbänken zusammengefasst. Der zugehörige Schaltarm dient auch hier lediglich als Betätigungsglied und drückt beim Durchlaufen der Kontaktbank die Kontaktfedern der einzelnen Bankkontakte nacheinander gegen das durchgehende Kontaktsegment. Sämtliche Kontaktkränze des EMK-Wählers sind in senkrechten Ebenen nebeneinander angeordnet. Die Kontaktfedern sowie die Gegenkontaktplatten sind auf der Rückseite der Kontaktbank an Lötfahnen geführt. Die Vielfachverdrahtung lässt sich infolge der senkrechten Anordnung der Kontaktebenen günstiger als beim Hebdrehwähler gestalten.

## EMK-System
| Jahr                  | 1952                                                                                |
| Ausbaufähigkeit       | unbegrenzt                                                                          |
| Einsatz               | Voll- oder Teilvermittlungsstelle                                                   |
| Teilnehmeranschaltung | Anrufsucher                                                                         |
| Bauteile              | - Flachrelais - Doppel-Rundrelais - Prüfrelais - Edelmetall-Motor-Koordinatenwähler |
| Steuerung             | direkt                                                                              |
| Sprechwege            | Edelmetall-Motor-Koordinatenwähler                                                  |
| Aufbau                | geschlossene Gestellreihen                                                          |
| Einsatz               | DBP Deutsche Bundespost                                                             |